# Carlos Bazán Zender
Carlos Guillermo Bazán Zender (Piura, 22 de diciembre de 1937-Lima, 11 de septiembre de 2019) fue un médico pediatra y político peruano. Fue ministro de Salud en el segundo gobierno de Fernando Belaúnde Terry.

## Biografía
Carlos Bazán Zender nació en Piura en 1937. Hijo de Paula Zender Honigman y Carlos Alberto Bazán Miranda.
Estudió medicina en la Facultad de Medicina de San Fernando de la Universidad Nacional Mayor de San Marcos. Obtuvo un diplomado en cirugía pediátrica en la Universidad de Londres en el Great Ormond Street Hospital For Sick Children de Londres y una maestría en Administración de Salud en la Universidad Peruana Cayetano Heredia.
Fue cirujano pediatra del Hospital del Niño, de cuyo servicio de cirugía neonatal fue fundador y jefe. Y ejerció la dirección de dicho hospital de 1981 a 1982.
En 1982 fue nombrado viceministro de Salud, cargo que ejerció hasta marzo de 1985.
El 25 de marzo de 1985 fue nombrado ministro de Salud por el presidente Fernando Belaúnde Terry, en reemplazo de Juan Franco Ponce.
Durante su gestión en el ministerio de Salud, impulsó el desarrollo asistencial del país. Fundó el Hospital de Emergencias Pediátricas sobre la base de la antigua Asistencia Pública de la Avenida Grau en Lima; puso en marcha el Hospital General de Iquitos y el Hospital María Auxiliadora de Lima. Continuó las campañas de medicina preventiva, como el control de las enfermedades transmisibles mediante vacunaciones masivas. En mayo de 1985 suscribió en la Organización Panamericana de la Salud en Washington D. C. el compromiso de los gobiernos americanos de erradicar definitivamente del continente el virus salvaje de la poliomielitis, política sanitaria que continuó el siguiente gobierno, al punto que en agosto de 1991, se reportó en Pichanaki el último caso, no solo del Perú, sino de toda América.
Fue presidente de la Sociedad Peruana de Cirugía Pediátrica (1978-1980).
Fue presidente de la Asociación Panamericana de Cirugía Pediátrica (1986-1988) y presidente del 11.º Congreso Panamericano de Cirugía Pediátrica realizado en Lima y Cuzco en octubre de 1988.
Fue miembro emérito de la Sociedad Peruana de Cirugía Pediátrica y miembro honorario de las Sociedades de Cirugía Pediátrica de Bolivia, Brasil, Chile, Colombia, Venezuela y España.
En 2005 fue considerado por la World Medical Association como uno de los "65 Médicos Solidarios del Mundo".
Fue director médico de la Clínica San Felipe de Lima (2000-2009) y miembro asesor permanente de la Fundación Instituto Hipólito Unánue.
Fue dirigente del Club Universitario de Deportes, presidente de la Comisión de Menores de la Federación Peruana de Fútbol, coordinador médico de la Federación Peruana de Fútbol ante la FIFA, miembro titular de la Comisión Médica de la Conmebol, y cronista de la página taurina del diario Expreso. Fue presidente del Centro Taurino de Lima en los períodos 2012-2013, 2014-2015 y 2016-2017; y designado asesor taurino del Rímac pocos días antes de su fallecimiento.

## Condecoraciones
- Orden El Sol del Perú en el grado de Gran Oficial
- Orden "Daniel A. Carrión" en el grado de Gran Cruz
- Orden "Hipólito Unánue" en el grado de Gran Cruz
- Orden "Sanidad de las Fuerzas Militares y Policiales del Perú" en el grado de Gran Cruz
- Orden de la "Salud Andina" en el grado de Gran Cruz (1996)
- Medalla de Oro de la Municipalidad de Lima
- Condecoración "El Olivo Verde" de la Municipalidad de San Isidro
- Medalla al Mérito Extraordinario por el Colegio Médico del Perú
- Diploma de Honor de la Academia Peruana de Cirugía por Destacada Trayectoria en la Cirugía Peruana

## Obras y publicaciones
- Noticias de la oposición (opiniones de un ex-ministro). Lima: Centro de Documentación Andina, 1989. 184 pp. De análisis político.
- De Toreros y Gitanos, Madrid, 2012. 510 pp. Sobre la historia de la tauromaquia en el Perú.

Publicó también varios artículos de su especialidad en revistas médicas, como por ejemplo:
- "Tumor de Wilms Extrarenal. Reporte de 1 caso" (2014), en la revista "Diagnóstico" (53), pp. 150-154.
- "Páncreas Heterotópico como causa de Invaginación Intestinal: Primer caso reportado en el Perú" (2015) en la "Revista Peruana de Medicina Experimental y Salud Pública" (32), pp. 598-602.